# Saxifraga micranthidifolia
Saxifraga micranthidifolia là một loài thực vật có hoa trong họ Saxifragaceae. Loài này được (Haw.) Rosend. miêu tả khoa học đầu tiên năm 1905.